# 土地經濟
《土地經濟》（Land Economics）是一份1925年起發行的學術期刊。該期刊每年出版4次，內容涵蓋土地利用、天然資源、房屋和城市土地議題。目前，期刊的主編是威斯康辛大學麥迪遜分校的Daniel W. Bromley。據2009年的期刊引證報告指，《土地經濟》的影響因子是1.558，在247份經濟學期刊中排名第46，66份環境學期刊中位列17。

## 資料來源
1. ↑  .   [2014-04-29]. （原始内容存档于2020-09-07）.

## 外部連結
- 官方网站